# Campo di Diocleziano
Il campo di Diocleziano a Palmira è un antico complesso militare romano, costruito nel tardo III secolo d.C. sotto l'imperatore Diocleziano.

## Storia
Durante la crisi del III secolo Palmira, che dal 183 era una colonia dell'Impero romano, si sottrasse alla dominazione di Roma per dar vita alla breve esperienza storica del Regno di Palmira. La città venne riconquistata da Aureliano nel 272 e, dopo un tentativo di ribellione privo di successo, venne saccheggiata dai romani nel 273.
Dopo la riconquista romana, la città venne fortificata con un nuovo sistema di mura che circondavano un'area nettamente più piccola rispetto alla cerchia precedente. Essa perse la sua precedente importanza come città commerciale semi indipendente e divenne, invece, un importante avamposto militare. In concomitanza con questi sviluppi, il nome di Palmira praticamente scompare dai documenti storici; è citato dalla Notitia dignitatum, un registro della dislocazione dei dignitari e delle truppe di Roma redatto nel tardo IV secolo, esclusivamente come base della Legio I Illyricorum.
Il castra noto come campo di Diocleziano venne costruito sotto il regno di questo imperatore (284-305) e fungeva da quartier generale della Legio I Illyricorum.

## Descrizione del sito
L'area oggi nota come campo di Diocleziano era un gruppo di edifici che copriva un'area recintata di 4 ettari all'estremità occidentale della città. Il castra costruito su una collina ubicata all'altro capo del Grande colonnato di Palmira rispetto al tempio di Bel e separata dalla città vera e propria da un muro. Il complesso era organizzato intorno due vie colonnate, la via praetoria e la via principalis, che si intersecavano ad angolo retto in corrispondenza di un tetrapilo. L'asse della via praetoria iniziava alla porta praetoria, l'ingresso principale del campo, e conduceva in cima alla collina; qui era costruito il quartier generale militare o principia, e all'interno di quest'ultimo, nel punto più elevato del complesso, era collocato il cosiddetto tempio degli stendardi, in cui probabilmente erano conservati gli stendardi della legione.

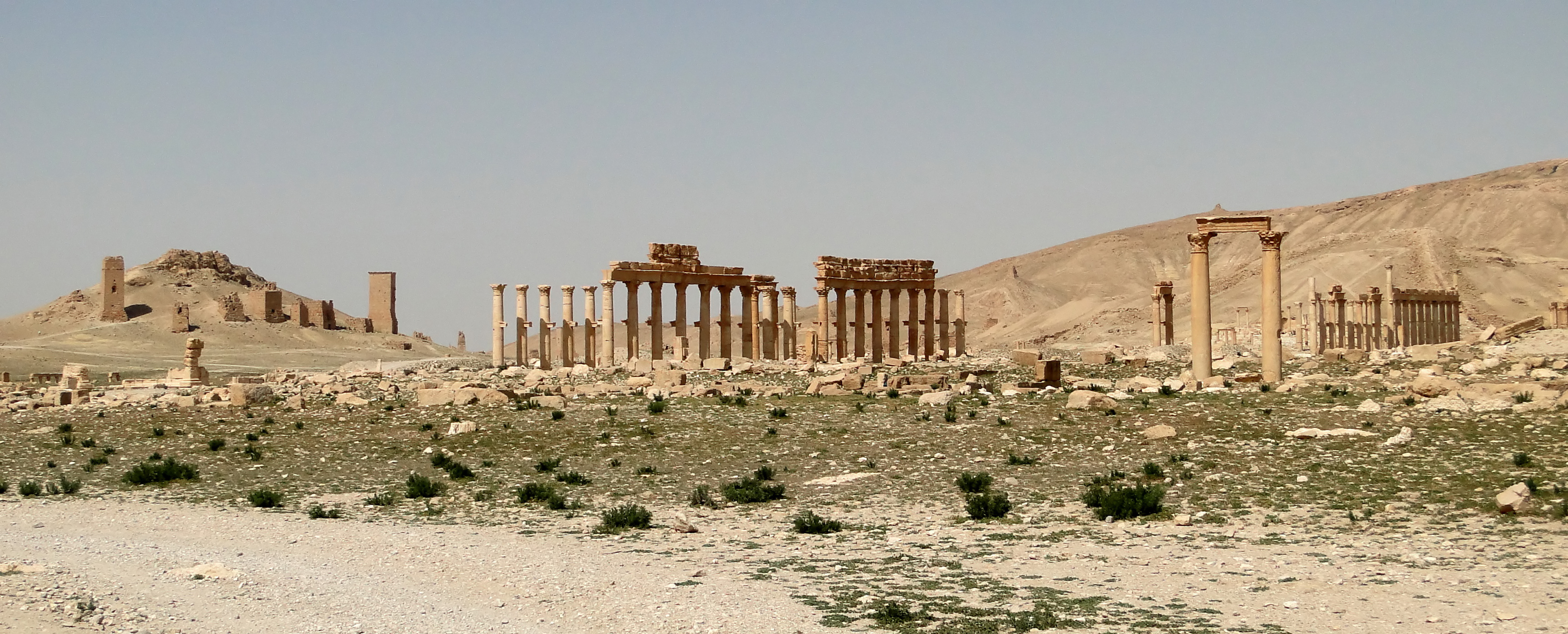
Il campo di Diocleziano.

È possibile che il complesso comprendesse anche le caserme in cui alloggiavano i soldati, benché non sia chiaro se le truppe romane dislocate a Palmira fossero acquartierate al campo di Diocleziano: forse, infatti, esse alloggiavano nella città, mentre il campo fungeva esclusivamente da quartier generale della legione. L'area incorporava anche il preesistente tempio di Allat. L'aspetto complessivo del sito è simile a quello di un campo militare contemporaneo a Luxor, in Egitto, e presenta alcune affinità pure con il palazzo di Antiochia e il Palazzo di Diocleziano a Spalato, in Croazia: testimonianza di come l'architettura romana in generale aveva assunto un aspetto "militarizzato" nel clima instabile del tardo III secolo.
Il castra venne progettato e costruito tra il 293 e il 305. Un'iscrizione rinvenuta presso il tempio degli stendardi recita:
Il nome dopo quello di Diocleziano venne cancellato dall'iscrizione, ma si trattava probabilmente di quello del suo co-imperatore Massimiano, che subì da parte di Costantino I la damnatio memoriae, che comportava la rimozione del suo nome dalle iscrizioni pubbliche e la distruzione delle sue effigi.
Non è chiaro se il termine castra si riferisca esclusivamente al campo di Diocleziano. Il muro che separava gli edifici militari dall'insediamento civile di Palmira non aveva funzioni difensive e gli spostamenti tra il campo e il resto della città dovevano essere relativamente liberi. È possibile che l'intera città fosse considerata un castrum, nel senso più ampio in cui il termine significava un luogo fortificato anche civile.

## Scavi
Gli scavi del sito, effettuati da una équipe archeologica dell'Università di Varsavia guidata da Kazimierz Michałowski, portarono alla luce diverse strutture ritenute stanze per le guardie, scale e ingressi secondari al complesso. Le ricerche stabilirono che il colonnato della via praetoria è un residuo di strutture preesistenti rispetto al castra, più antiche di esso di circa un secolo. Gli scavi consentirono poi di identificare lo strato precedente la costruzione del campo, nel quale sono stati ritrovati manufatti funerari e i resti di un quartiere residenziale del I secolo d.C.
Inoltre, gli scavi portarono alla luce diversi oggetti di epoca bizantina, tra cui una moneta e alcuni gioelli.